# Hinton (Wirginia Zachodnia)
Hinton – miasto w Stanach Zjednoczonych, w stanie Wirginia Zachodnia, siedziba administracyjna hrabstwa Summers.